# Bahnhof Goryōkaku
Der Bahnhof Goryōkaku (jap. 五稜郭駅, Goryōkaku-eki) ist ein Bahnhof auf der japanischen Insel Hokkaidō. Er befindet sich in der Unterpräfektur Oshima auf dem Gebiet der Stadt Hakodate. Benannt ist er nach der Festung Goryōkaku, die knapp zwei Kilometer östlich liegt.

## Verbindungen
Goryōkaku ist ein Trennungsbahnhof an der von JR Hokkaido betriebenen Hakodate-Hauptlinie, der bedeutendsten Bahnstrecke Hokkaidōs, die 3,4 km weiter südlich im Bahnhof Hakodate beginnt. In Goryōkaku halten sämtliche Züge von bzw. nach Hakodate auf dieser Strecke; neben Regionalzügen mit Halt an allen Bahnhöfen sind dies die Schnellzüge Hokuto und Super Hokuto nach Sapporo sowie der Eilzug Hakodate Liner, der in Shin-Hakodate-Hokuto Anschlüsse an die Hochgeschwindigkeitszüge der Hokkaidō-Shinkansen herstellt. Die bei Goryōkaku in Richtung Westen abzweigende Esashi-Linie wird von Regionalzügen der Dōnan Isaribi Tetsudō befahren, die von Hakodate nach Kikonai verkehren.
Auf der Straße vor dem Bahnhof halten Buslinien der Gesellschaft Hakodate Bus.

## Anlage
Der Bahnhof ist von Süden nach Norden ausgerichtet. Durch ihn führen zwölf Gleise, von denen vier dem Personenverkehr dienen. Das Empfangsgebäude befindet sich auf der Ostseite der Anlage, eine gedeckte Überführung verbindet es mit zwei Mittelbahnsteigen. Auf der Westseite steht das Bahnbetriebswerk Goryōkaku, nördlich der Abzweigung der Esashi-Linie eine Abstellanlage.
Im Bahnhof zweigt eine 2,1 km lange, einspurige Verbindung nach Westen ins Hafengebiet ab. Sie ist nicht elektrifiziert, wird von JR Freight betrieben und endet im Güterbahnhof Hakodate (函館貨物駅, Hakodate-kamotsu-eki) am Arikawa-Quai. Der Güterbahnhof wurde am 1. September 1911 eröffnet und trug bis zum 12. März 2011 den Namen Goryōkaku. Es werden überwiegend ISO-Container umgeschlagen.

## Bilder

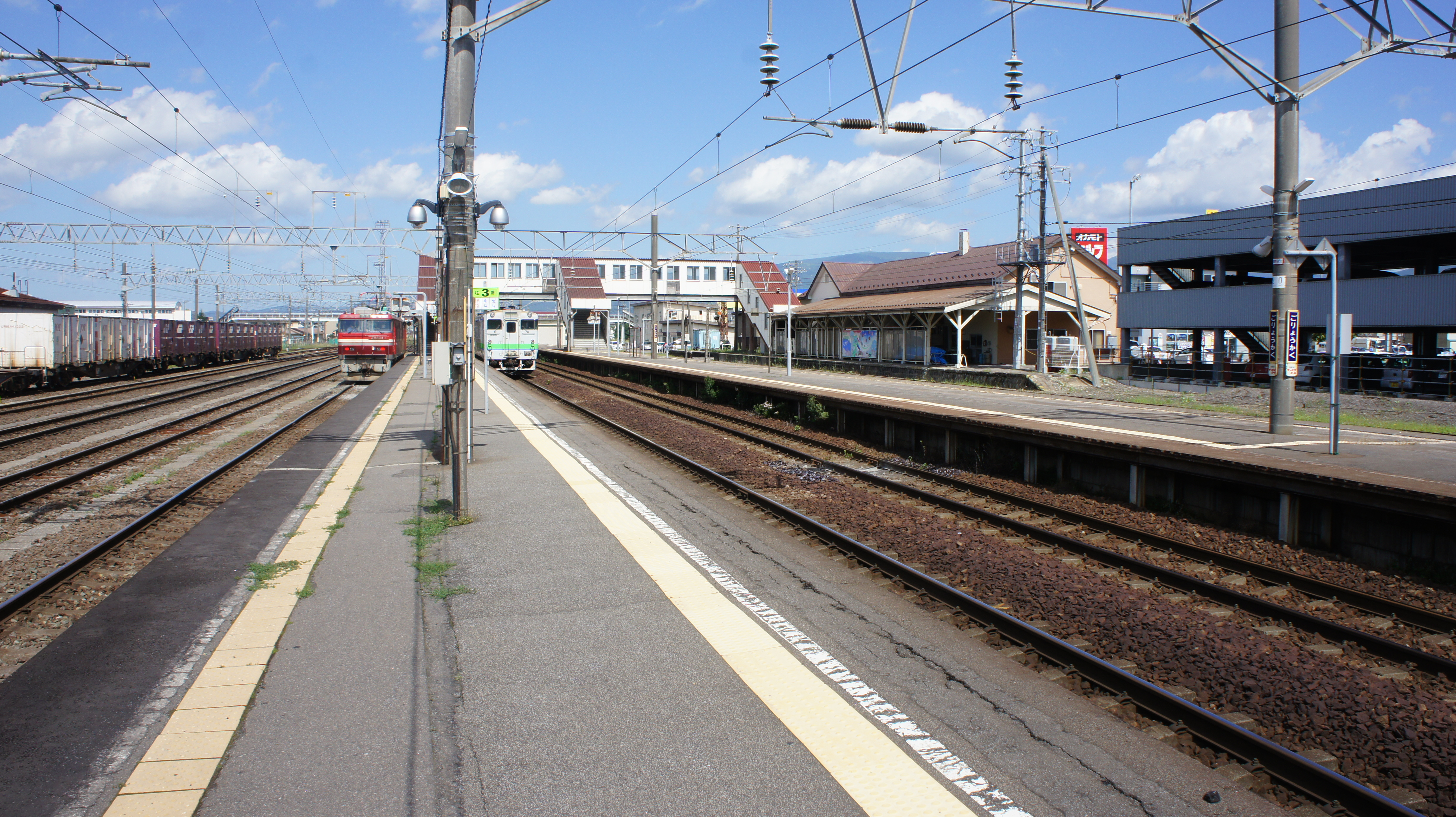
Bahnsteige
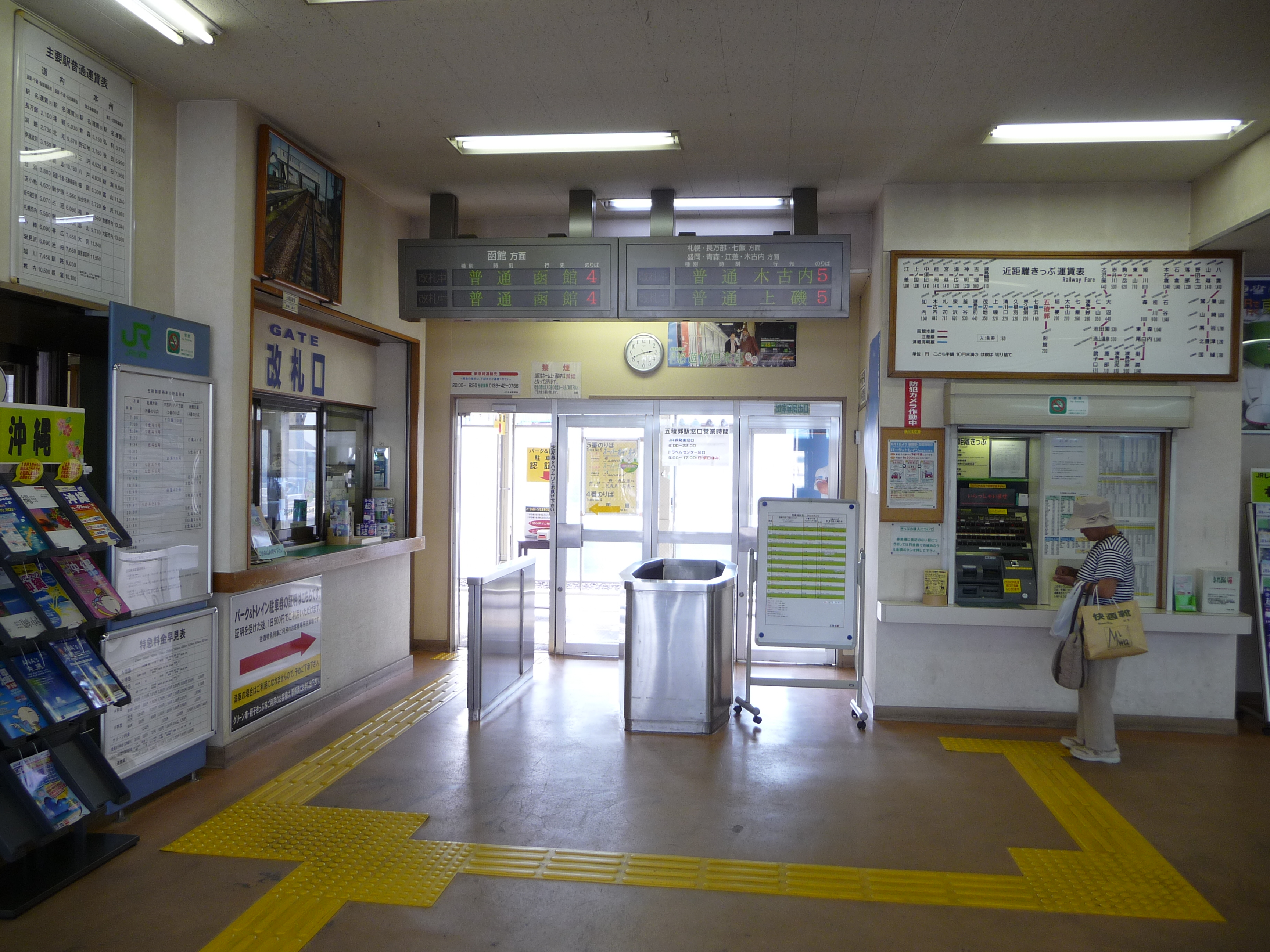
Verkaufsschalter und Bahnsteigsperre
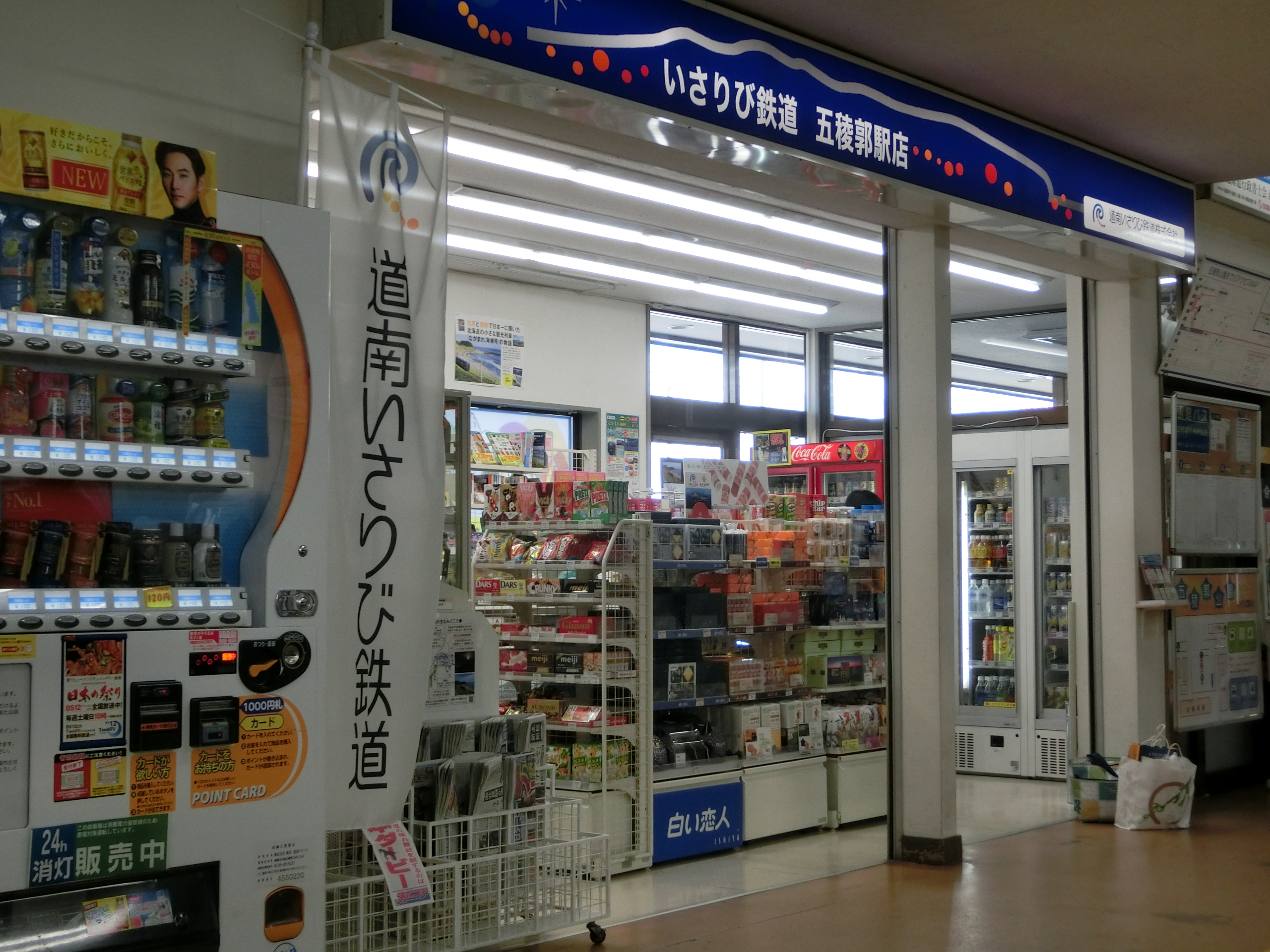
Bahnhofladen
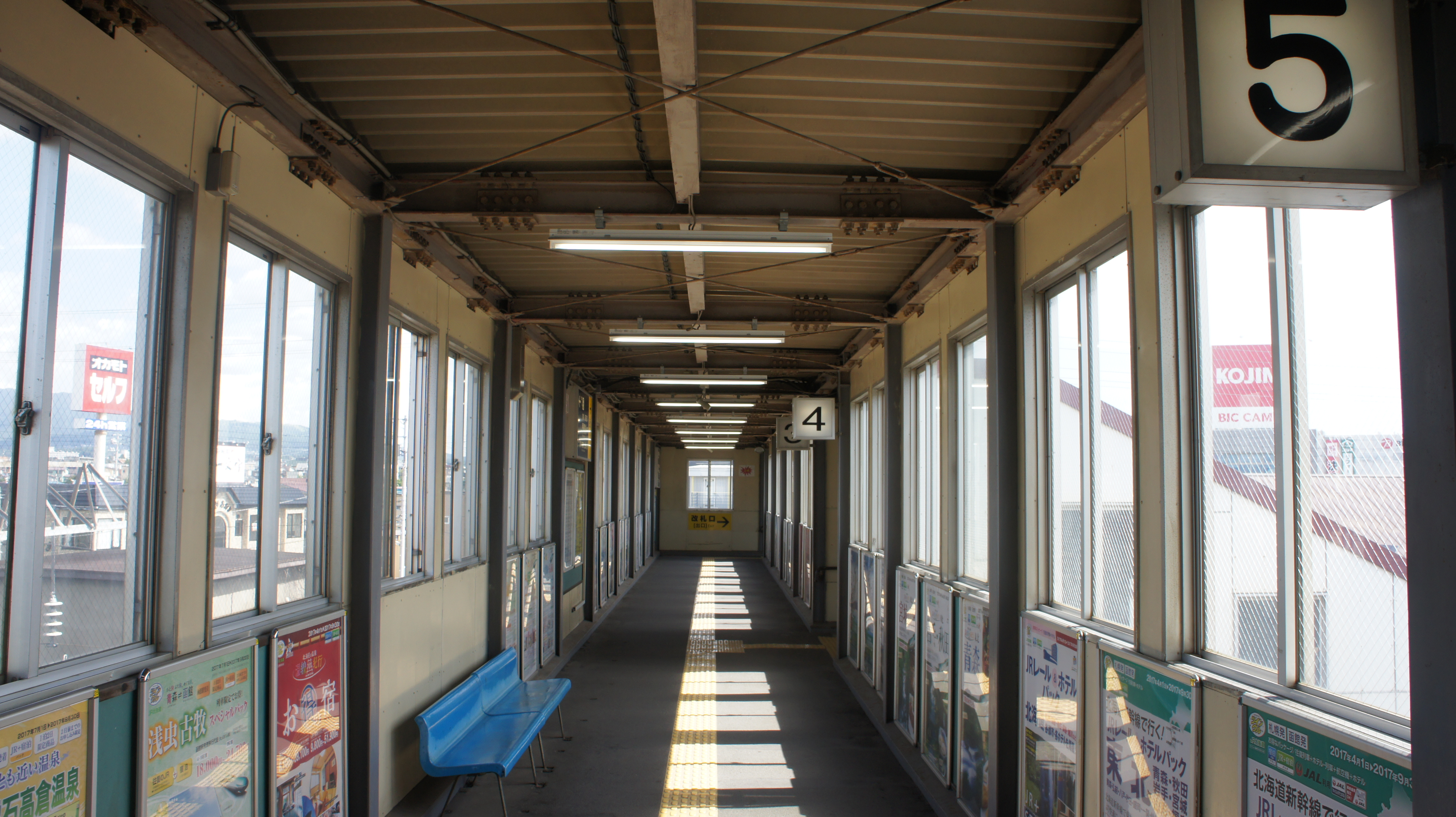
Überführung
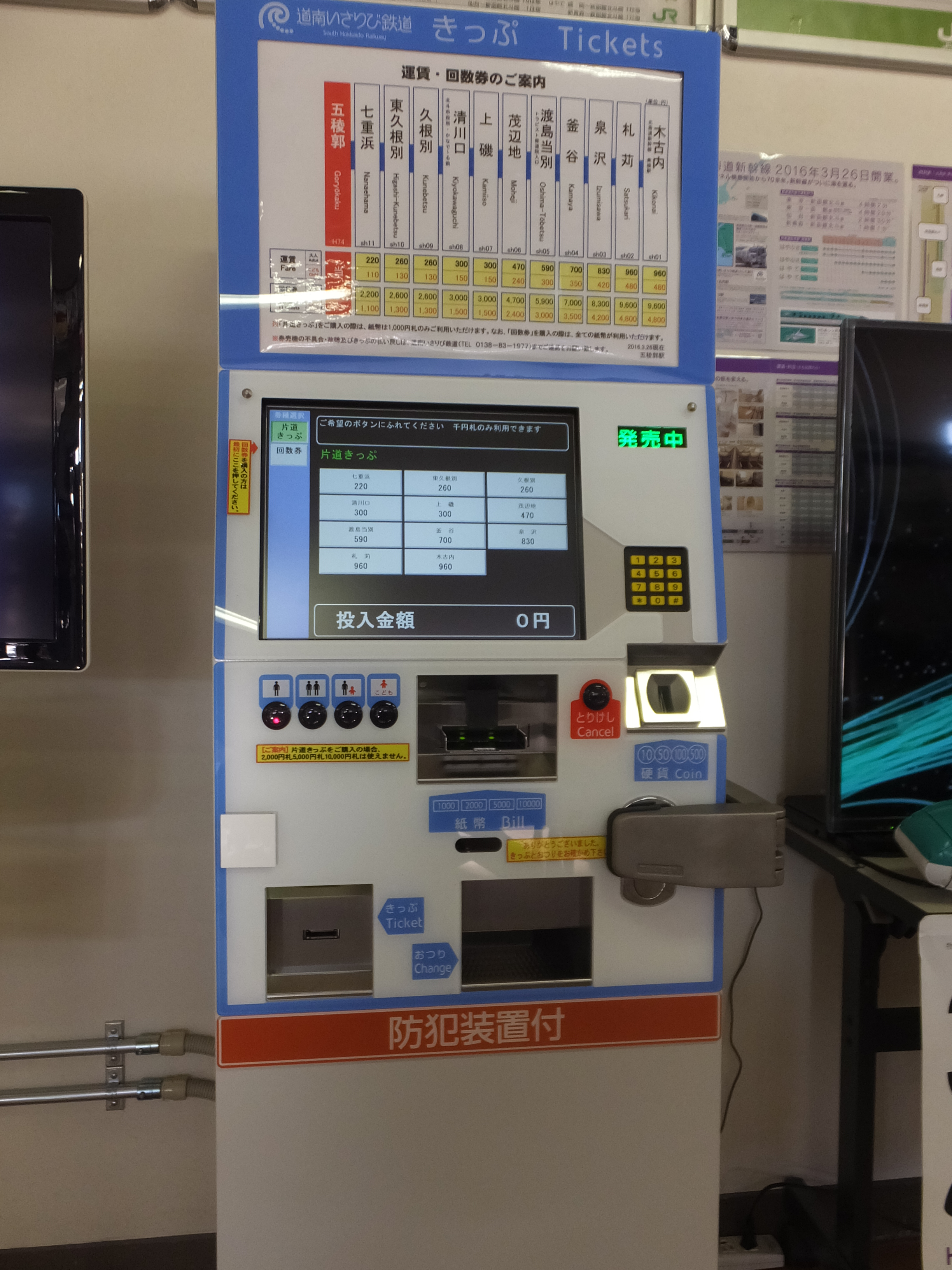
Fahrkartenautomat der Dōnan Isaribi Tetsudō (März 2016)

## Gleise
| 3 | ▉ _                   | Reservegleis                                      |
| 3 | ▉ Hakodate-Hauptlinie | Hakodate                                          |
| 5 | ▉ Hakodate-Hauptlinie | Shin-Hakodate-Hokuto • Mori • Oshamambe • Sapporo |
| 5 | ▉ Esashi-Linie        | Kikonai                                           |
| 6 | ▉ _                   | Reservegleis                                      |

## Linien
| Verlauf der Hakodate-Hauptlinie |
| --- |
| Hakodate • Goryōkaku • Kikyō • Ōnakayama • Nanae • Shin-Hakodate-Hokuto • Niyama • Ōnuma • Ōnumakōen • Akaigawa • Komagatake • Mori • Katsuragawa • Ishiya • Hon-Ishikura • Ishikura • Otoshibe • Nodaoi • Yamakoshi • Yakumo • Washinosu • Yamasaki • Kuroiwa • Kita-Toyotsu • Kunnui • Oshamambe • Futamata • Warabitai • Kuromatsunai • Neppu • Mena • Rankoshi • Konbu • Niseko • Hirafu • Kutchan • Kozawa • Ginzan • Shikaribetsu • Niki • Yoichi • Ranshima • Shioya • Otaru • Minami-Otaru • Otaru-Chikkō • Asari • Zenibako • Hoshimi • Hoshioki • Inaho • Teine • Inazumikōen • Hassamu • Hassamuchūō • Kotoni • Sōen • Sapporo • Naebo • Shiroishi • Atsubetsu • Shinrinkōen • Ōasa • Nopporo • Takasago • Ebetsu • Toyohoro • Horomui • Kami-Horomui • Iwamizawa • Minenobu • Kōshunai • Bibai • Chashinai • Naie • Toyonuma • Sunagawa • Takikawa • Ebeotsu • Moseushi • Fukagawa • Osamunai • Chikabumi • Asahikawa Sawara-Zweigstrecke: Ōnuma • Chōshiguchi • Shikabe • Oshima-Numajiri • Oshima-Sawara • Kakarima • Oshironai • Higashi-Mori • Mori |

| Verlauf der Esashi-Linie |
| --- |
| Hakodate • Goryōkaku • Nanaehama • Higashi-Kunebetsu • Kunebetsu • Kiyokawaguchi • Kamiiso • Moheji • Oshima-Tōbetsu • Kamaya • Izumisawa • Satsukari • Kikonai |

## Geschichte

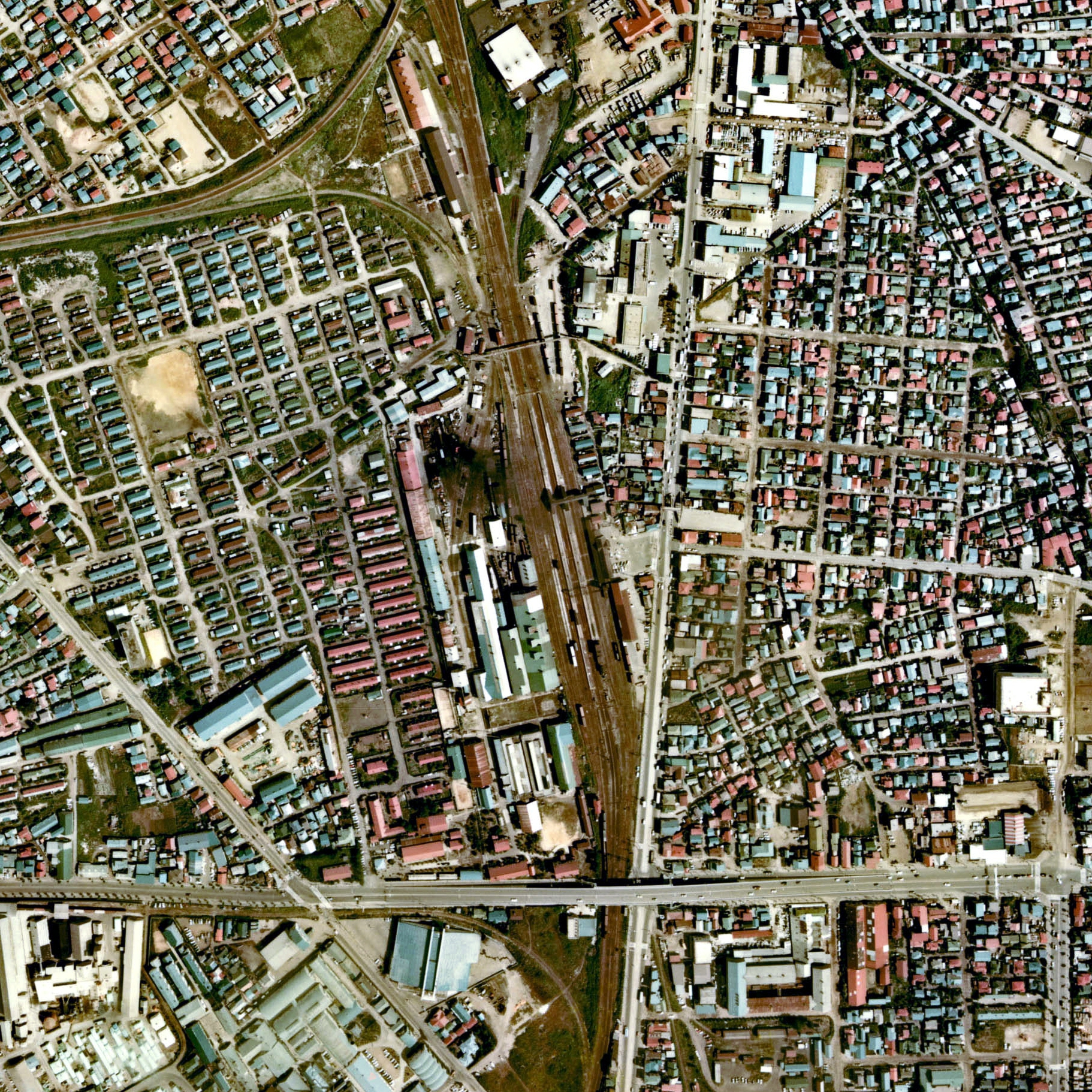
Luftansicht (1976)

Die Bahngesellschaft Hokkaidō Tetsudō (1907 verstaatlicht) eröffnete 1902 den südlichsten Abschnitt der Hakodate-Hauptlinie, die Züge fuhren hier zunächst durch. Am 1. September 1911 nahm das Eisenbahnamt (das spätere Eisenbahnamt) den Bahnhof Goryōkaku in Betrieb, als Ersatz für den nahe gelegenen Bahnhof Kameda, der aufgrund einer veränderten innerstädtischen Streckenführung stillgelegt wurde. Die Eröffnung des ersten Abschnitts der Esashi-Linie erfolgte am 15. September 1913. Im Juni 1922 wurde das Bahnbetriebswerk an den heutigen Standort neben dem Bahnhof verlegt. Seit dem 27. Dezember 1942 ist der Streckenabschnitt zwischen Hakodate und Goryōkaku zweigleisig ausgebaut, der nachfolgende Abschnitt bis Kikyō seit dem 30. September 1944.
Die Gepäckaufgabe wurde am 1. November 1986 aus Kostengründen eingestellt, mit der Privatisierung der Japanischen Staatsbahn am 1. April 1987 ging der Bahnhof in den Besitz der neuen Gesellschaft JR Hokkaido über. Die Bedeutung des Bahnhofs nahm am 13. März 1988 mit der Elektrifizierung der Esashi-Linie und der Eröffnung des neuen Seikan-Tunnels markant zu. In Goryōkaku hielten nun Hatsukari-Schnellzüge nach Morioka und Kaikyō-Eilzüge nach Aomori. JR Hokkaido übertrug am 26. März 2016 die Esashi-Linie an die neu gegründete Regionalbahngesellschaft Dōnan Isaribi Tetsudō. Wegen der gleichzeitigen Eröffnung der zum Teil parallel verlaufenden Hochgeschwindigkeitsstrecke Hokkaidō-Shinkansen hatte dies die Einstellung des Schnell- und Eilzugverkehrs zur Folge.
Ab 27. November 1955 verkehrte eine Linie der Straßenbahn Hakodate zum Bahnhof Goryōkaku. Diese wurde bereits 23 Jahre später, am 1. November 1978, wieder stillgelegt.